# Eckberthütte
Die Eckberthütte ist eine Schutzhütte der Sektion Salzburg des Österreichischen Alpenvereins auf 1140 m ü. A. Höhe im Blühnbachtal zwischen dem Hagengebirge und dem Hochkönig. Sie wird als Selbstversorgerhütte geführt und von Mitte Mai bis Ende Oktober vom Hüttenwart beaufsichtigt; in dieser Zeit können angemeldete Bergsteiger hier auch übernachten (kein DAV-Schlüssel, Absprache mit dem Hüttenwart erforderlich). Die Eckberthütte liegt in einem abgeschiedenen Winkel der Berchtesgadener Alpen auf der Seite des Salzburger Landes im Blühnbachtal (bei Tenneck), das sich in Privatbesitz befindet.

## Zugang
Von Tenneck im Tal der Salzach aus durch das Blühnbachtal ist die Hütte in 4 Stunden Gehzeit zu erreichen. Es handelt sich um einen leichten Weg, der als Forststraße auch für Mountainbike geeignet ist.

## Übergänge
- Ostpreußenhütte (1630 m) über Blühnteckalm, mittel, Gehzeit: 3 Stunden
- Franz-Eduard-Matras-Haus (2941 m) über Bohlensteig, Torscharte, Herzogsteig und Übergossene Alm, Kletterstellen im Schwierigkeitsgrad II nach UIAA, teilweise gesichert, unter Umständen Pickel und Grödel erforderlich, Gehzeit: 6 Stunden
- Wildalmkirchl-Biwak (2470 m) über Bohlensteig, Torscharte und Brandhorn, Kletterstellen im Schwierigkeitsgrad II, teilweise gesichert, Gehzeit: 5 Stunden, Weiterweg zum Riemannhaus 3 Stunden
- Wasseralm (1420 m) über Häuslalm, Mauerscharte (2180 m) und Blaue Lacke, nicht markiert, Kletterstellen im Schwierigkeitsgrad I, nicht gesichert, Gehzeit: 6 Stunden

## Gipfelbesteigungen
- Hochseiler (2795 m) über Bohlensteig, Torscharte und Mooshammersteig, Schwierigkeitsgrad II, teilweise gesichert, unter Umständen Pickel und Grödel erforderlich, Gehzeit: 4½ Stunden
- Hochkönig, siehe Franz-Eduard-Matras-Haus
- Brandhorn (2610 m) über Bohlensteig und Torscharte, Schwierigkeitsgrad I-II, teilweise gesichert, Gehzeit: 4 Stunden
- Großes Teufelshorn (2365 m) über Häuslalm, Hinteralm und Blühnbachtörl, Schwierigkeitsgrad I, nicht markiert oder gesichert, Gehzeit: 5 Stunden